# Storia di un impiegato
Storia di un impiegato è il sesto album in studio del cantautore italiano Fabrizio De André, pubblicato nel 1973.

## Contenuti
(Fabrizio De André in un'intervista dalla Domenica del Corriere del gennaio 1974)
Come accade spesso nei dischi di De André, le canzoni dell'album sono collegate fra loro da un filo narrativo: un giovane impiegato che, dopo aver ascoltato un canto del Maggio francese, entra in crisi e decide di ribellarsi, senza però rinunciare al suo individualismo. Le canzoni che seguono raccontano la sua presa di posizione solitaria, con un rapido succedersi dei fatti, poi l'esperienza fallimentare della violenza e infine, in carcere, la presa di coscienza del bisogno di una lotta comune. Un altro tema del disco, oltre al Maggio francese, è il terrorismo.

## Tracce
Lato A
Testi di Fabrizio De André e Giuseppe Bentivoglio (ad eccezione di Sogno numero due), musiche di Fabrizio De André e Nicola Piovani.
1. Introduzione – 1:42
2. Canzone del Maggio – 2:24
3. La bomba in testa – 4:01
4. Al ballo mascherato – 5:12
5. Sogno numero due – 3:13 (testo: Fabrizio De André e Roberto Dané)

Lato B
1. La canzone del padre – 5:14
2. Il bombarolo – 4:20
3. Verranno a chiederti del nostro amore – 4:19
4. Nella mia ora di libertà – 5:09

## Accoglienza
Il disco venne duramente attaccato dalla stampa musicale militante e vicina al movimento studentesco. Così fu recensito, ad esempio, da Simone Dessì: 
(Simone Dessì)
In anni più recenti è stato giudicato da Riccardo Bertoncelli come un disco «verboso, alla fine datato »

Anche Enrico Deregibus ne diede un giudizio sostanzialmente negativo: 
(Enrico Deregibus)

Un'altra recensione negativa è quella di Fiorella Gentile, apparsa su Ciao 2001: 
(Fiorella Gentile)
Anche il pubblico accolse l'album in maniera negativa.
Una delle polemiche più note relative alla pubblicazione del disco venne dal cantautore milanese Giorgio Gaber, il quale accusò il collega ligure di aver usato "un linguaggio da liceale che si è fermato a Dante, che fa dei bei temini, ma non si riesce a capire se sia liberale o extraparlamentare". De André rispose a Gaber in occasione di un'intervista alla Domenica del Corriere del gennaio 1974, dichiarando: "Io stimo e ammiro Giorgio e mi spiace che lui, che si dichiara comunista, sia andato a raccontare queste cose al primo giornalista che ha incontrato. Poteva telefonarmi, farmi le sue osservazioni: ne avremmo discusso, ci saremmo confrontati. Così, invece, ha svilito ancora di più un mondo già tanto criticato".
Delle canzoni del disco, solo Verranno a chiederti del nostro amore viene inserita nel repertorio dal vivo di De André negli anni a seguire. Gli altri brani vennero eseguiti in concerto solo per qualche anno, ne è un esempio la Canzone del Maggio inserita nella scaletta del primo tour del 1975 o ancora La bomba in testa, Al ballo mascherato, Canzone del padre, Il bombarolo e Nella mia ora di libertà che vennero riproposti solo in alcune date del tour del 1976.

## Le canzoni

### Introduzione
Dopo un attacco strumentale che verrà ripreso in varie occasioni negli altri brani, viene introdotto il personaggio dell'impiegato, mentre osserva gli studenti ribelli del '68 (Lottavano così come si gioca / i cuccioli del maggio era normale...).

### Canzone del Maggio
Il primo brano, Canzone del Maggio, è liberamente tratto da un canto del Maggio francese del 1968 di Dominique Grange, il cui titolo è Chacun de vous est concerné. Quando De André si mise in contatto con la Grange per poter pubblicare il pezzo, la cantante francese glielo regalò, non chiedendogli nemmeno i diritti d'autore.
Della Canzone del Maggio esiste una versione dal testo differente (e lontano dalla traduzione letterale dell'originale), presentata a volte dal vivo dal cantautore genovese; di questa versione esiste una registrazione pubblicata dalla Produttori Associati in una cassetta antologica Stereo 8. 
Il ritornello di questa versione recita "Voi non avete fermato il vento, gli avete fatto perdere tempo"; sono presenti inoltre altre differenze.
La canzone è stata reinterpretata nell'album Mille papaveri rossi da Alberto Cesa e i Cantovivo, mentre in Canti randagi è stata tradotta in Lombardo dai Barabàn.

### La bomba in testa
In questa canzone l'impiegato si confronta con i sessantottini e si unisce idealmente ai giovani, seppur con cinque anni di ritardo, scegliendo però un approccio individualista e violento. La canzone inizia con l'impiegato che si dedica, in maniera passiva e rassegnata, al suo lavoro; in seguito, durante la canzone, vediamo una sua evoluzione interiore, dovuta alla visione dell'esempio dei giovani ribelli. A questi, a fine canzone, si unirà idealmente.

### Al ballo mascherato
Questa canzone rappresenta il primo sogno, la prima esperienza onirica nella quale l'impiegato, con l'esplosivo, farebbe saltare i simboli del potere e gli spiriti di Cristo, Maria, Dante Alighieri, dell'ammiraglio Nelson, del padre e della madre. Qui il potere è espresso in tutte le sfaccettature della società borghese: culturali, genitoriali, politiche e ideologiche, religiose ecc. L'intento è quello di togliere la maschera agli ipocriti, delegittimare il potere e colpire le istituzioni.

### Sogno numero due
Il sogno continua con l'impiegato sotto processo, che viene smascherato dal giudice (Imputato ascolta, noi ti abbiamo ascoltato. Tu non sapevi di avere una coscienza al fosforo piantata tra l'aorta e l'intenzione), il quale gli fa notare come la bomba abbia rinnovato e alimentato il sistema; seguendo la sua personale brama di potere, l'impiegato ha infatti giudicato, giustiziato e ucciso i potenti per ritagliarsi un posto, divenendo l'unico simbolo potente.
La particolarità del brano è il testo, interamente recitato su una base ritmica, intervallato da parti orchestrali.

### Canzone del padre
Il giudice ha concesso all'impiegato di scegliere una vita tranquilla e integrata, e questi decide di assumere il ruolo di suo padre, ben collocato nel suo posto tra "piccoli" e "grandi", scoprendo la miseria e l'inutilità della sua vita. L'ipocrisia e la fragilità della vita borghese, le paure bieche e piccole prendono il sopravvento fino a svegliarlo dal sogno.
La canzone è stata reinterpretata da Oliviero Malaspina nel concerto di tributo Faber, amico fragile, dal quale è stato tratto l'album omonimo.

### Il bombarolo
L'impiegato, mosso da motivazioni da disperato ("se non del tutto giusto, quasi niente sbagliato"), prepara un ordigno con cui tenta di compiere un vero attentato, il cui unico effetto è metterlo in ridicolo, in particolare di fronte alla fidanzata, rivelando al tempo stesso la sua mania di protagonismo e la sua goffaggine.
Il brano si conclude esemplarmente con una ripresa dell'introduzione del disco.
La canzone è stata reinterpretata dal cantautore e attivista Luca Bassanese assieme alla Original Kocani Orkestar di Macedonia nell'album Al Mercato e nell'album Duemila papaveri rossi.
Un'altra reinterpretazione del testo è stato realizzato dal rapper Willie Peyote nel 2019 e compresa nella raccolta tributo Faber nostrum.

### Verranno a chiederti del nostro amore
L'impiegato, dal carcere, vede la sua donna schermirsi nelle interviste ai giornali, ripensa al loro rapporto e, temendo per la sorte di lei nel futuro, quasi rassegnato, le chiede di prenderlo in mano e fare le proprie scelte con autonomia.
Il brano si intitolava in origine Lettera alla donna e si dice venne composto per un allora fidanzata Roberta. In un incontro pubblico il 10 luglio 2010 e nel successivo concerto del 12 luglio a Saluzzo, tuttavia, Cristiano De André, aprendo il proprio secondo tour "De André canta De André", in cui interpretava brani del padre Fabrizio, ha dichiarato che la canzone venne composta dal padre per la prima moglie (e madre di Cristiano) Enrica "Puny" Rignon e che egli poté assistere, pur dal buco della serratura, alla prima esecuzione del brano appena completato, nel cuore della notte, da parte di Fabrizio alla consorte, visibilmente commossa. La circostanza è stata confermata da Cristiano anche in una intervista, pubblicata su La Stampa, il successivo 22 luglio 2010.
La canzone è stata reinterpretata da Eugenio Finardi nel concerto e nell'album Faber, amico fragile e da Lino Straulino nell'album Mille papaveri rossi.

### Nella mia ora di libertà
L'impiegato, in carcere, compie la maturazione definitiva tra l'individualismo e le lotte collettive. La canzone parte con la rinuncia all'ora d'aria, descrive l'inutilità del carcere e la maturazione che porta il carcerato a "capire che non ci sono poteri buoni" e si conclude con il sequestro dei secondini da parte dei detenuti, nell'unica frase al plurale: la lotta non è più una sterile protesta individuale del protagonista ma una lotta collettiva che riprende il tema della Canzone del Maggio. Musicalmente, il brano riprende sia quest'ultima che La bomba in testa.
La canzone è stata reinterpretata da Frontiera nell'album Mille papaveri rossi e da Giovanni Truppi, Vinicio Capossela e Mauro Pagani nella serata dedicata alle cover del Festival di Sanremo 2022.

## Formazione
Come il precedente Non al denaro non all'amore né al cielo, anche questo disco fu registrato negli studi Ortophonic di Roma, situati in piazza Euclide (ora si chiamano studi Forum Music Village); il tecnico del suono è Sergio Marcotulli, padre della pianista jazz Rita.
- Fabrizio De André – voce, chitarra
- Silvano Chimenti – chitarra
- Daniele Patucchi – basso
- Bruno Battisti D'Amario – chitarra
- Vincenzo Restuccia – batteria
- Nicola Piovani – pianoforte
- Giorgio Carnini – sintetizzatore
- Antonio Ferrelli – contrabbasso

## Classifiche
Album
| Anno | Classifica              | Posizione raggiunta |
| ---- | ----------------------- | ------------------- |
| 1973 | Hit parade Italia Album | 3                   |